# 2013年天文學
|        | 天文學歷史 \| 天文學歷史年表 |
| 世纪： | 20世纪天文學 \| 21世纪天文學 \| 22世纪天文學 |
| 年代： | 1980年代天文學 \| 1990年代天文學 \| 2000年代天文學 \| 2010年代天文學 \| 2020年代天文學 \| 2030年代天文學 \| 2040年代天文學                                                   |
| 年份： | 2008年天文學 \| 2009年天文學 \| 2010年天文學 \| 2011年天文學 \| 2012年天文學 \| 2013年天文學 \| 2014年天文學 \| 2015年天文學 \| 2016年天文學 \| 2017年天文學 \| 2018年天文學 |
| 纪年： | 癸巳年（蛇年）、中華民國102年 |

## 1月
- 1月4日：德國慕尼黑大學物理學者製成溫度低於絕對零度的原子氣體。這技術可以用來研製負K溫度材料、發展量子元件、建模暗能量。
- 1月7日：哈佛－史密松天體物理中心科學家估計，在銀河系內，類似地球尺寸大小的行星最少有170億顆。
- 1月11日：英國中央蘭開夏大學天文學者宣佈發現超大類星體群（Large quasar group），這是宇宙最大已知結構，是由73顆類星體組成，最窄直徑為14億光年，最寬尺寸為40億光年。這結構的存在似乎違背了宇宙論原則。
- 1月19日：美國國家航空暨太空總署的好奇號火星探測車在火星發現鈣沉積物，這些物質與在地球上由於水流動於細縫與石頭裂縫間遺留下來的鈣沉積物類似。

## 2月
- 2月11日：大型強子對撞機暫時關閉，進行維修與升級工作。暫定於2014年12月再度開啟運轉。屆時將能以14TeV的初始設計能量進行對撞實驗。
- 2月15日：俄羅斯烏拉爾聯邦管區車里雅賓斯克市被隕石雨擊中，釀成1,491人受傷。

## 3月
- 3月12日：美國國家航空暨太空總署召開新聞發佈會表示，從分析好奇號探測車在火星搜集的數據，科學家認為火星很可能曾經具有支持生命的條件。
- 3月15日：歐洲核子研究組織發佈新聞稿表示，先前探測到的新粒子是希格斯玻色子。
- 3月21日：歐洲太空總署發佈普朗克衛星的首幅宇宙微波背景輻射圖，是至今為止最準確的背景輻射圖，並表示宇宙年齡比預想的更老，約為138億年。
- 3月24日：俄羅斯總理梅德韋傑夫簽署命令，將俄美合作研究利用太空空間的協議延長至2020年。

## 4月
- 4月3日：美國國家航空暨太空總署宣佈，裝置於國際太空站的阿爾法磁譜儀已發現暗物質的可能跡象。BBC（页面存档备份，存于）
- 4月18日：克卜勒太空望遠鏡團隊發現兩個特像地球的太陽系外行星，克卜勒62e與克卜勒62f，繞著恆星克卜勒62公轉。這兩個距地球1,200光年的行星，由於位於適居帶，可能適宜生命成長。
- 4月21日：軌道科學公司開發的安塔瑞斯火箭搭載天鵝座宇宙飛船樣板順利發射升空。BBC（页面存档备份，存于）
- 4月25日：由脈衝星與白矮星組成的大質量聯星，以螺旋型運動彼此互相靠近的速率，符合廣義相對論預測。這是至今為止對於廣義相對論最嚴格的檢驗。自然期刊（页面存档备份，存于）
- 4月29日：遠紅外線太空望遠鏡赫雪爾太空望遠鏡因為液化氦冷卻劑耗盡而停止工作。

## 6月
- 6月11日：中國“神舟”號系列飛船的第十一次任務，也是中國載人航天的第五次任務，神舟十號於下午17時38分發射。

## 10月
- 10月：首度檢測到環繞著白矮星GD 61的太陽系外小行星。這也是第一次檢測到太陽系外的天體含有固體或液體形式的水[1][2][3]。

## 11月
- 11月3日：非洲國家上空在中午出現罕有的全環食現象[4]，大西洋西部等地區可觀察得日環食，南美洲、歐洲等也有地區會看到日偏食，今次全環食的過程約為五小時，對上一次出現這種混合日食為2005年4月，下一次則要等到2023年才有機會看到。
- 11月5日：印度首次發射火星探測器[5]，成為亞洲首個、世界第四個成功發射火星探測的國家或組織。搭載探測器的運載火箭從東南部海岸升空，按計劃探測器將飛行300多天，預計2014年9月抵達火星軌道。印度太空研究組織主席否認與中國進行「太空競賽」。